# Cascina Campolungo
La cascina Campolungo (in passato anche Campolongo) è una cascina posta nel comune lombardo di Cornegliano Laudense.
Costituì fino al 1879 un comune autonomo.

## Storia
La località è un piccolo borgo agricolo di antica origine. Fu per secoli centro di un vasto territorio comunale, comprendente la frazione di Santi Simone e Giuda (attuale Muzza Sant'Angelo) e numerosi cascinali.
In età napoleonica (1809-16) Campolungo fu frazione della città di Lodi, recuperando l'autonomia con la costituzione del Regno Lombardo-Veneto.
Nel 1841 al comune di Campolungo fu aggregato il comune di Andreola su ordine del governo austriaco.
All'Unità d'Italia (1861) il comune contava 836 abitanti.
Nel 1879 dal comune furono distaccate le frazioni Andreola e Malguzzana, aggregate al nuovo comune di Pieve Fissiraga, e contestualmente quanto restava del comune di Campolungo venne aggregato al comune di Cornegliano Laudense.
Nel corso del XX secolo, Campolungo ha sofferto di un forte calo demografico, comune a molte aree rurali; si presenta oggi come un vasto cascinale, parzialmente abbandonato.